# Robert Gerwarth

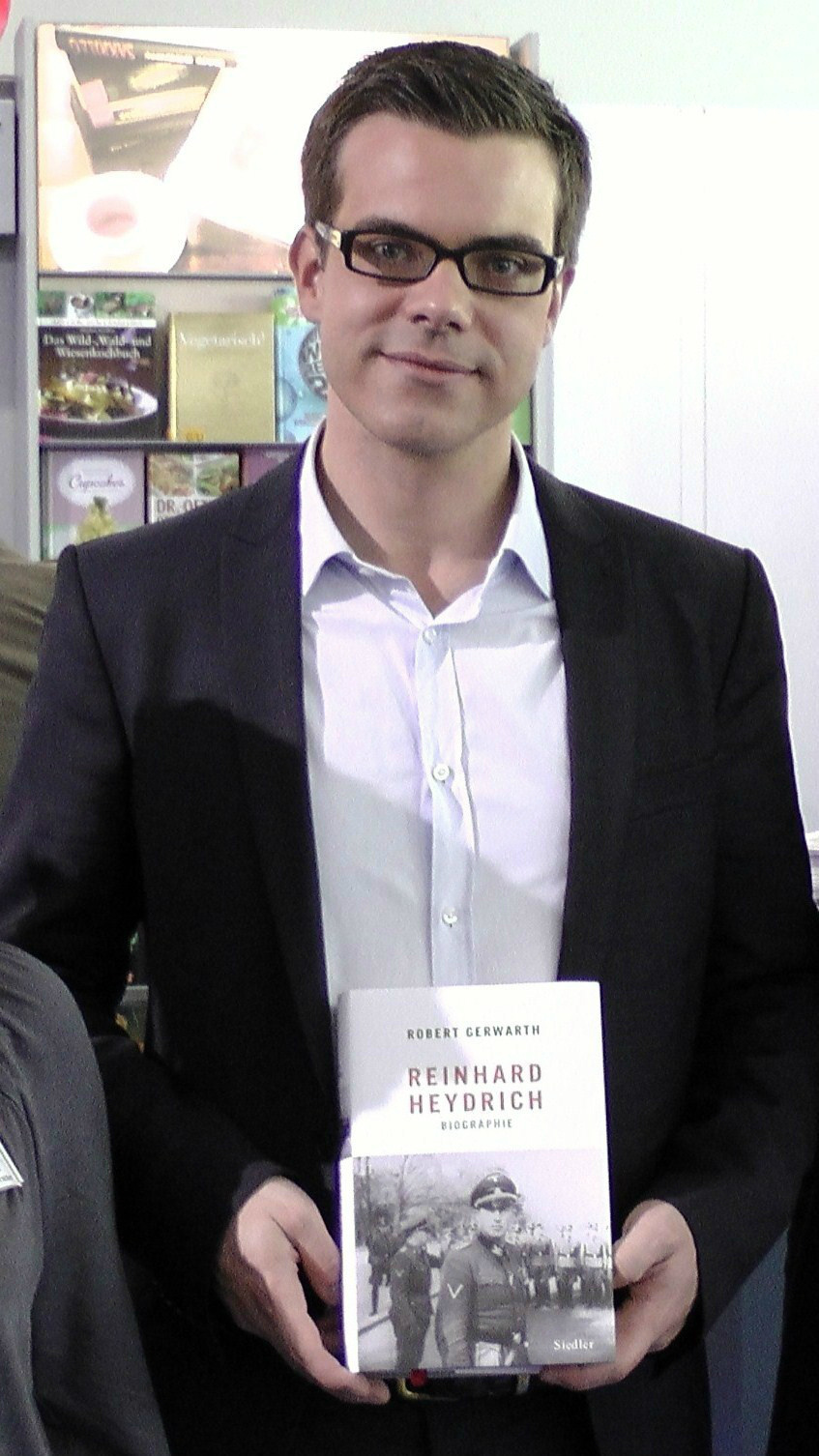
Robert Gerwarth

Robert Gerwarth, född 1976 i Berlin, är en tysk-brittisk historiker. Han är direktor för Centre for War Studies vid University College, Dublin. År 2011 publicerade han en biografi fi över Reinhard Heydrich, chef för Reichssicherheitshauptamt, Nazitysklands säkerhetsministerium. 2016 publicerades "The Vanquished - Why The First World War failed to end, 1917-1923"